# Arc Legs
Arc Legs – układ taneczny Michaela Jacksona.

## Opis

### Technika
Arc Legs to bardzo krótki i prosty taniec. Wykonuje się go w dwóch krokach: najpierw staje się na palcach stóp w taki sposób, aby kolana dotykały siebie nawzajem, potem podskakujemy lekko w górę i kierujemy kolana w dwie przeciwne strony. Czyli po poprzedniej pozycji stajemy z lekko zzgiętymi kolanami.

### Rodzaje
Powyżej został opisany rodzaj najprostszy (podstawowy). 
Inne rodzaje tego układu taneczneo składają się z wersji podstawowej + dodatkowych ruchów:

#### Arc Legs Movehand Right
Najpopularniejszy ze wszystkich rodzajów Arc Legsów. Polega na tym, że podczas wykonywania wersji podstawowej prawą ręką wykonujemy ruchy - w górę, w dół, w lewo, w prawo, potem rękę lewą wystawiamy wyprostowaną w stronę lewą, a później rękę prawą kładziemy na krocze.

#### Arc Legs Movehand Left
Jest to odwrotność Arc Legs Movehand Right opisanego wyżej.

#### Arc Legs Movearms
Ten ruch polega na tym, aby chwilę przed zrobieniem Arc Legs obiema rękami, w tym samym czasie, zrobić dwa małe obroty. Po wykonaniu Arc Legs można również zataczać koła barkami, dla lepszego efektu.

#### Arc Legs Moveknee
Ten ruch natomiast polega na tym, aby chwilę przed wykonaniem wersji podstawowej, wykonać ruch nogą (lekkie uniesienie do góry, ze zgięciem kolana, można wykonać również podczas chodu).

#### Arc Legs Robot Dance
Jak sama nazwa wskazuje: Robot Dance, czyli taniec robota. Po wykonaniu Arc Legs trzeba wykonać taki mały taniec robota, posuwając się do przodu.

#### Arc Legs EasyMovesITC
Jest to trochę inna odmiana tego tańca, niż poprzednie. Chodzi w nim o to, aby wykonać (z pozycji wyjściowej), taki skok, aby nogi były ugięte w kolanach (czyli od razu drugi krok wersji podstawowej). Potem wykonać ręką PRAWĄ ruchy: w górę, w dół, w lewo, w prawo, później ręką LEWĄ wyprostowanie w lewą stronę i pod koniec prawą rękę dać na krocze. Po chwili głową wykonać ruch w lewo, po czym dać ją znowu na przód, potem na sekundę złączyć ze sobą kolana (i wrócić do poprzedniej pozycji). Ten taniec Michael wykorzystywał w piosence "In The Closet" (dlatego ten ruch ma taką nazwę: ITC) podczas swojej trasy koncertowej HIStory World Tour.

## Znaczenie słowa
Słowo Arc Legs oznacza: łuk (arc) i nogi (legs). A więc łuk w nogach. Główna pozycja w tym tańcu rzeczywiście przypomina kształt łuku.
Inne rodzaje:
- Movehand Right: Ruch prawej ręki
- Movehand Left: Ruch lewej ręki
- Movearms: Ruch rąk
- Moveknee: Ruch kolana (ten rodzaj tańczy się bardziej nogą, niż kolanem, ale została użyta taka nazwa, aby nie było dwóch takich samych słów blisko siebie: Arc Legs Moveleg)
- Robot Dance: Taniec Robota
- EasyMoveITC: Proste ruchy (Easy Move), a ITC oznacza "In The Closet" czyli piosenkę podczas której Michael wykonywał ten układ taneczny.